# Augustus Hill Garland

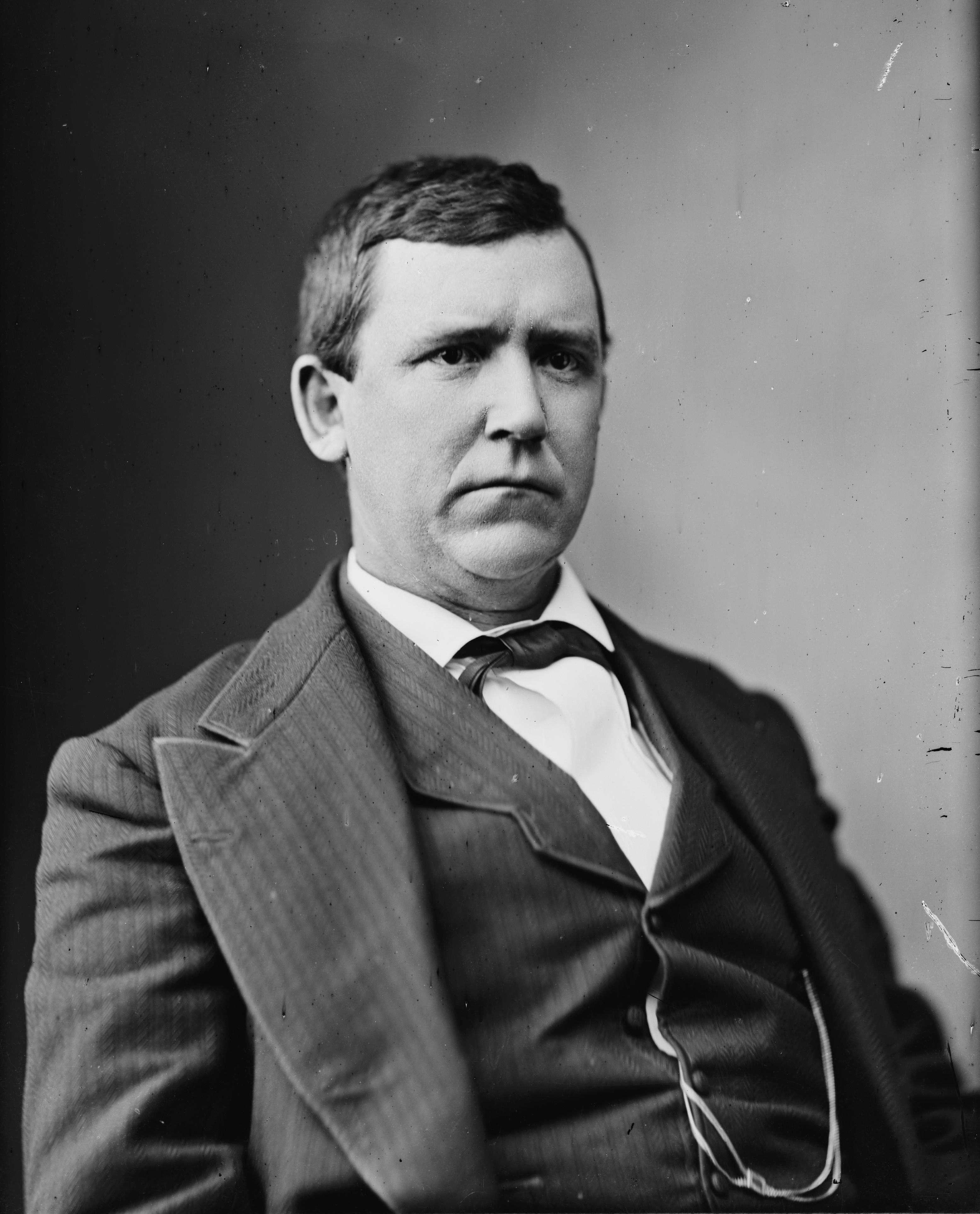
Augustus Hill Garland

Augustus Hill Garland (* 11. Juni 1832 in Covington, Tipton County, Tennessee; † 26. Januar 1899 in Washington, D.C.) war ein US-amerikanischer Jurist und Politiker. Er war Justizminister der Vereinigten Staaten und sowohl Senator, als auch Gouverneur von Arkansas. Der konföderierte Kongressabgeordnete Rufus King Garland (1830–1886) war sein Bruder.

## Studium und berufliche Laufbahn
Garland absolvierte zunächst ein allgemein bildendes Studium am St. Joseph‘s College in Bardstown (Kentucky), das er 1849 mit einem Bachelor of Arts (B.A.) beendete. Anschließend studierte er die Rechtswissenschaften und wurde 1853 zum Rechtsanwalt in Arkansas zugelassen. Nach einer dreijährigen Tätigkeit als Rechtsanwalt in Washington (Arkansas) eröffnete er 1856 eine Kanzlei in Little Rock. 1860 absolvierte er ein rechtswissenschaftliches Praktikum am United States Supreme Court.

## Politische Laufbahn

### Sezessionskrieg
Garland begann seine politische Laufbahn 1860 auf der Versammlung der Constitutional Union Party, die John Bell zu ihrem Präsidentschaftskandidaten und Edward Everett zum Vizepräsidentschaftskandidaten nominierte. Kurz vor Beginn des Sezessionskrieges war er Delegierter der Arkansas Secession Convention, die 1861 über den Austritt von Arkansas aus der Union abzustimmen hatte. Garland, der für den Verbleib in der Union gestimmt hatte, wurde im Mai 1861 Mitglied des Vorläufigen Kongresses der Konföderierten Staaten. Anschließend war er vom 18. Februar 1862 bis zum 8. November 1864 Abgeordneter im Repräsentantenhaus des Konföderiertenkongresses, dann war er vom 8. November 1864 bis zum 10. Mai 1865 Mitglied des Konföderiertensenats.
Nach dem Ende des Bürgerkrieges wurde ihm zunächst die Zulassung als Rechtsanwalt entzogen, jedoch bereits im Sommer 1865 durch eine Begnadigung durch Präsident Andrew Johnson wieder zugesprochen. 1866 legte er gegen seinen vorherigen Entzug der Rechtsanwaltszulassung Klage beim United States Supreme Court ein, mit der Begründung, dass die Entscheidung, dass der Entzug der Anwaltszulassung gegen ehemalige Politiker der Konföderierten Staaten gegen die US-Verfassung verstoßen würde. In einer knappen 5:4-Entscheidung bestätigte der Oberste Gerichtshof in seiner so genannten Ex-parte-Garland-Entscheidung seine Ansicht und entschied, dass die Anwaltszulassung eine Bill of Attainder sei, die gegen die Verfassung verstieß.

### Gouverneur und US-Senator
1867 wurde er zwar zum US-Senator gewählt, jedoch wurde ihm die Wahrnehmung des Mandats untersagt, weil Arkansas noch nicht wieder offiziell den Vereinigten Staaten beigetreten war.

Little Rock Capitol, der Amtssitz des Gouverneurs

1874 war er für einige Zeit amtierender Staatssekretär von Arkansas. Noch im gleichen Jahr erfolgte seine Wahl zum Gouverneur von Arkansas. In seiner vom 12. November 1874 bis zum 11. Januar 1877 dauernden Amtszeit gründete er das Branch Normal College, auf dem afroamerikanische Lehrer ausgebildet wurden. Außerdem setzte er sich für die finanzielle Unterstützung von Blinden- und Gehörlosenschulen ein. Während seiner Amtszeit setzte er sich daneben ernsthaft mit den finanziellen Problemen von Arkansas auseinander.
Im Jahr 1876 wurde er als Kandidat der Demokratischen Partei erneut zum US-Senator gewählt sowie 1882 wiedergewählt. Als solcher vertrat er bis zum 6. März 1885 die Interessen des ersten Senatswahldistrikts von Arkansas im US-Kongress. Von März 1879 bis März 1881 war er Vorsitzender des Senatsausschusses für Territorien und Inseln (Committee on Territorial and Insular Affairs).

### Justizminister unter Präsident Cleveland
Am 6. März 1885 berief ihn Präsident Grover Cleveland als Justizminister (Attorney General) in sein Kabinett. Dieses Amt übte er bis zum Ende von Clevelands erster Amtszeit am 4. März 1889 aus.
Während seiner Amtszeit als Justizminister leitete er Anklagen wegen Pensionsbetrugsverfahren ein und bat Präsident Cleveland um die dringende Regulierung des Handels zwischen den Bundesstaaten. Des Weiteren weitete er das System der Bundesgefängnisse aus. Gegen Ende seiner Amtszeit kam es zu einer Kontroverse, als das Ministerium in einem Gerichtsverfahren zur Auflösung des Monopols der American Bell Telephone Company intervenierte und herausgefunden wurde, dass Garland Aktionär eines der Unternehmen war. Die daraufhin eingeleitete Untersuchung durch den Kongress führte zu erheblichem öffentlichen Interesse und letztlich zu einer Lähmung von Garlands Arbeit.
Nach seinem Ausscheiden als Justizminister war er als Rechtsanwalt in Washington, D.C. tätig. Als solcher verstarb er während einer Verhandlung vor dem Supreme Court.

## Veröffentlichungen
- A Treatise on the Constitution and Jurisdiction of the United States Courts
- Experiences in the Supreme Court of the United States, 1898
- Federal Practice, 1898